# Fritz Hoenig
Fritz Hoenig, född 1848, död 1902, var en tysk militär och författare.
Hoenig blev officer vid infanteriet 1866, deltog i tyska enhetskriget och fransk-tyska kriget och sårades i slaget vid Mars-la-Tour. Han tog avsked som kapten 1876. Hoening har bland annat utgett Zwei Brigaden (1882), Oliver Cromwell (3 band, 1887-89), 24 Stunden Moltkescher Strategie (1891), Gefechtsbilder aus dem Kriege 1870/71 (1891-94), Der Volkskrige an der Loire (6 band, 1893-96) och Die Entscheidungskämpfe des Mainefeldzuges an der fränkischen Saale (1895).